# Charles Kvapil
Pour les articles homonymes, voir Kvapil.
Charles Kvapil est un peintre belge de l'École de Paris, né à Varnsdorf en Tchécoslovaquie le 19 novembre 1884 et mort à Paris 18e le 21 décembre 1958.

## Biographie
Charles Kvapil a suivi les cours de l’Académie royale des beaux-arts d'Anvers. Ses premiers travaux ont été exposés en 1908, au Salon d'Anvers. En 1911, il exposa à Munich ; ses œuvres montraient alors une nette influence cubiste. En 1914, il exposa à nouveau en Belgique, à la Triennale de Bruxelles.
Il est mobilisé pendant la Première Guerre mondiale.
Après l’Armistice, il habite Paris et installe son atelier rue d'Alésia puis, des années plus tard, à Montmartre, dans le Hameau des Artistes, entre la rue Lepic et le no 11 avenue Junot ; c’est là qu’il mourra.
Il mène une existence très désargentée, mais il est pourvu d'un tempérament optimiste et il a l’espoir de percer ; il doit travailler pour survivre et il peint surtout le soir, surtout durant ses premières années à Paris.
Au Salon des indépendants de 1920, Kvapil se révèle au public parisien.
« Dans le sillage des figures légendaires de Montparnasse, à leur ombre, et par elles tenu à une relative discrétion (le comportement des artistes entrant pour beaucoup dans l’éclat de leur carrière et l’attachement exclusif à leur production, sans prolongement « social » les condamnant à l’obscurité), se situe Charles Kvapil. Il fréquente le café du Parnasse […] et y est exposé dans un petit groupe organisé par A. Clergé, « la Compagnie des peintres et sculpteurs professionnels », qui se manifeste en 1921. La préface est rédigée par Romoff. Une seconde suit de peu. Elle comprend 102 participants, dont Friesz, Lagar, Ortiz de Zorate, Le Scouëzec, Astoy, Roysen, Loutreuil, Krémègne, Gallien, Gontcharova, Lebedeff, Ramey, Kvapil. Celui-ci reste attaché au folklore du peintre bohème dont Montparnasse est le terrain d’exploits et le modèle de vie ».
En 1923, ses œuvres sont accrochées chez Marcel Bernheim, puis chez Dalpeyrat, à Limoges, où il montre surtout des paysages. Par la suite, il participe au Salon d'automne ; à celui de 1941, il présente Les Phlox, et en 1944 À la fenêtre. En 1951, au même Salon, il expose Plaisir d’été et Le Goûter.
Il exposa de son vivant à Paris, Munich, Bruxelles, Genève, en Italie, à Stockholm, à Londres et New York.
Il est aujourd’hui représenté dans de nombreuses collections publiques et privées, y compris au Musée d'Art moderne de Paris, dans les musées du Havre, de Libourne, de Rouen, de Saint-Étienne, d'Amsterdam et de Tunis.

## Peinture
Charles Kvapil est connu surtout comme peintre de personnages, en particulier pour ses représentations de nus plantureux ; il peignait des modèles en studio, parfois en face de sa fenêtre avec la butte Montmartre dans le fond ; souvent aussi des baigneuses ou des nus féminins placés dans des groupes de personnages, à la façon de Courbet et des impressionnistes à leur début.
On lui doit aussi beaucoup de portraits ; mais il ne dédaignait pas non plus les natures mortes, en particulier les bouquets de fleurs, ni les paysages, qui forment une partie importante de son œuvre.
Il a peint de nombreuses régions, dont la Corrèze, où il « a su saisir le caractère du pays qui n'est pas le sien, avec sa maîtrise habituelle » (bulletin SSHA de la Corrèze), la côte méditerranéenne, la Corse, où il séjourne régulièrement au cours des années 1920 et 1930 ; à Paris il participe à des expositions des peintres de la Corse en 1925 et 1933. En 1939, à une nouvelle exposition d’Art Corse, à la galerie L'Équipe, toujours à Paris, il présente deux toiles titrées Costa brugiata, Cap Corse et Vue de Rogliano. On lui doit également Dans l'île (1923), Querciolo, Rogliano (1923), Femme corse (1924), Paysage de Corse (1933.
Charles Kvapil fut influencé par le fauvisme et par un cubisme très tempéré ; Paul Cézanne et, dans une certaine mesure, Henri Matisse (comme coloriste), ont aussi marqué son style. Le souci de construction qu’ont les artistes du groupe auquel appartient Kvapil « n’a pas été jusqu’à les entraîner à des déformations, sauf une fois ou deux chez Kvapil ». Kvapil et ses amis « se sont livrés ainsi à des études techniques approfondies d’après les maîtres, tous sans exception ont aimé la belle matière solide et dense. Leur métier se relie d’ailleurs, non à la tradition classique de la peinture transparente, mais à celle de la peinture opaque de Frans Hals, Rembrandt et Chardin, presque seule en vigueur depuis le début du XIXe siècle […] ils peignent donc tous en pâtes denses mais sans excès de surcharge ».
Les peintures de Charles Kvapil sont originales et modernes, ses nus et ses bouquets de fleurs sont forts et puissants. Sa palette est riche en bleu cobalt et en couleurs chaudes. Sa technique est volontaire et puissante. Ses œuvres à l’huile sont souvent de format modeste, peintes parfois sur panneaux, ou sur carton. Il pratiquait aussi avec une belle maîtrise la technique du pastel. 
P. Béran, dans une étude qu’il lui a consacré, loue la richesse de sa matière et tout ce que son art doit à la joie de vivre.[réf. nécessaire]
« Une œuvre modelée à une vie totalement vouée au plaisir de peindre » (Jean Jacques Lévêque, ibid.).
C’était un travailleur infatigable et on rapporte de lui ce propos : il faut « que le peintre parle peu, mais qu’il peigne beaucoup ».[réf. nécessaire]